# Aedes albopictus
O mosquito-tigre-asiático (nome científico: Aedes albopictus sin. Stegomyia albopicta) (Skuse, 1894) pertence ao grupo Scutellaris do subgênero Stegomyia. É considerada a segunda espécie de culicídeos (Culicidae) em importância para o homem, como vetor do vírus da dengue, sendo superado apenas pelo Aedes aegypti (Lineu) A dengue coloca em risco a saúde de 2.5 a 3 bilhões de pessoas que habitam as regiões urbanas e suburbanas de 100 países das regiões tropicais e subtropicais de todo o mundo. Conta em quarto lugar na lista 100 das espécies exóticas invasoras mais daninhas do mundo e na Lista de espécies invasoras no Brasil.
O homem é sua vitima mais frequente junto com as aves e tem distribuição ainda esta ligada a população humana, habitando preferivelmente no peridomicílio do domicilio humano, tendo facilidade de se espalhar para o ambiente rural, semi-rural e silvestre, mas sua população é independente da grande densidade humana. A formas imaturas do Ae. albopictus desenvolvem-se em criadouros de vários tipos (água contida em buracos em pedras, bambus, bromélias, latas, pneus etc.).
O Ae. albopictus tem origem asiática, daí a denominação "Tigre Asiático". A sua distribuição original incluía o sudeste do continente asiático, sendo considerado autóctone das regiões da Ásia Oriental, Australásia, Oceania e Paleoártica. Entretanto, o comércio internacional de pneus usados tem facilitado a disseminação da espécie que atingiu localidades distantes de seu centro de origem, como a América do Norte e do Sul, África, Europa Meridional, bem como algumas ilhas do Pacífico e Havaí. Nesta última região, a espécie se estabeleceu no século XIX, tendo se dispersado para outros locais pelo incremento das trocas comerciais e facilidades dos meios de transporte.

## Invasão de áreas alóctones
O primeiro registro de populações de Ae. albopictus estabelecidas no continente americano data de agosto de 1985. No entanto, a sua presença já havia sido assinalada em 1946, em 1971 e em 1983. PRATT e col. (1946), citados por HUGHES e PORTER (1956, p. 108), relataram que durante a ano de 1945 e início de 1946, vários navios chegaram ao porto de Los Angeles transportando materiais usados, oriundos de regiões do Pacífico. Destes, oito estavam infestados por espécies de mosquitos alóctones ao continente americano: Aedes scutellaris Walker (como Aedes scutellaris hebrideus Edwards), Ae. albopictus, Armigeres milnensis Lee (como Ar. obturbans milnensis Lee), Culex annulirostris Skuse, Culex papuensis Taylor, Toxorhynchites (Megarhinus) sp e Trypteroides quasiornata (Taylor). Naquela oportunidade, foram adotadas medidas de controle para evitar a dispersão dos mosquitos adultos e o desenvolvimento das formas imaturas que se estavam criando em pneus trazidos nas embarcações. Apesar das medidas de controle, as formas imaturas sobreviveram e foram transportadas por cerca de 40 milhas. Nesse sentido, EADS (1972) registrou a presença de larvas e pupas de Ae. albopictus em pneus que seriam comercializados em Los Angeles. Esses recipientes, após terem sido submetidos a medidas de controle, ainda continham formas imaturas de Ae. albopictus. Dessa maneira, o autor sugeriu que pneus usados representam fator de risco para a dispersão de espécies vetoras de mosquitos, considerando-os importantes, do ponto de vista da saúde pública.
Existem relatos de transporte de formas imaturas de culicídeos em recipientes de madeira, usados em navios para o armazenamento de água, e, em vegetais. A título de exemplo, pode-se citar a planta Strelitzia sp que, ao ser transportada por via aérea do Panamá pelos EUA, carregou em seu conteúdo hídrico formas imaturas de Ae. albopictus. EADS (1972) apontou que, no período de 1966, grande quantidade de material bélico e pneus usados foram transportados do Vietnã para os EUA, por via aérea e marítima. Esses foram regularmente inspecionados e tratados com larvicidas. Apesar disso, NOWELL (1996) sugeriu que a introdução do Ae. albopictus nos EUA possa ter ocorrido por meio de helicópteros, trazidos do Vietnã para Corpus Christi (Texas). NASCI (1995) enfatizou que os programas de desinsetização e inspeção de pneus importados dos EUA objetivam a prevenção de introduções adicionais do Ae. albopictus e de outras espécies exóticas de mosquitos. Apesar de os programas de controle usarem métodos variados, estes não impediram a expansão do Ae. albopictus, ou mesmo, a introdução de espécies exóticas nos EUA. Como exemplo, vale citar a introdução recente do Aedes japonicus (Theobald).
O Ae. albopictus colonizou, rapidamente, grande extensão do continente americano, ocupando, principalmente, os ambientes urbanos e o periurbano.

## Atuação como vetor
A capacidade de dispersão rápida dessa espécie, aliada à potencialidade para ocupar diferentes ambientes e de ser agressiva para mamíferos, induziu pesquisadores a levantarem hipótese sobre a potencialidade do Ae. albopictus atuar como vetor da febre amarela e da dengue na Américas. A participação do Ae. albopictus na transmissão dos vírus amarílico e dengue poderia modificar a epidemiologia da transmissão destas enfermidades nas Américas. O vetor A. albopictus possui um potencial perigoso, devido a sua característica, tanto para disseminação da dengue quanto para febre amarela. Apesar de não ter sido comprovado o papel transmissor dessas doenças no Brasil pelo mosquito, os cientistas defendem que sua capacidade de transmissão precisa ser investigada.
Demonstrou-se, em laboratório, que populações do Brasil podem transmitir verticalmente os vírus dengue 1 e 4. Paralelamente, observou-se a existência de transmissão vertical do vírus dengue 1 na natureza, em amostras de larvas coletadas no Estado de Minas Gerais, Brasil.
Esta espécie transmite vários vírus, e se supõe que possa servir como ponte entre a floresta e as áreas urbanas para a transmissão de vírus de febre amarela, e que possa ter importância na transmissão de vírus da dengue. No entanto, estudos recentes demonstram que as suas taxas de infecção por este último vírus são baixíssimas, em áreas em que o mosquito Aedes aegypti está infectados em taxas bem mais altas. É um mosquito muito agressivo, picando durante o período diurno, em várias partes do corpo humano, além de atacar outros animais.
Acresce considerar que estudos laboratoriais demonstraram a competência vetora do Ae. albopictus para transmitir dezoito arbovírus, incluídos em três famílias. Entre eles, vale destacar o vírus de Encefalite Equina do Oeste, Encefalite Equina do Leste, Encefalite de Mayaro e Encefalite de La Crosse. As implicações da presença do Ae. albopictus, em relação à disseminação do vírus La Crosse dos EUA, foram discutidas por GRIMSTAD e col. (1989) Em 1992, observaram-se exemplares de Ae. albopictus naturalmente infectados com o vírus EEE na Flórida, EUA. Posteriormente, MITCHELL e col. (1998) isolaram o vírus Cache Valley e o Potosi de espécimes de Ae. albopictus de Ilinóis (EUA). O vírus Potosi havia sido anteriormente isolado de Ae. albopictus coletados em áreas de depósito de pneus usados em Potosi, Missuri. Essas observações sugerem que o Ae. albopictus tem potencialidade para atuar como vetor de arboviroses de importância em saúde pública nas áreas onde foi introduzido.
Em estudos experimentais, o Ae. albopictus mostrou-se competente para transmitir a Dirofilaria immitis (Leidy). Paralelamente, esse inseto foi encontrado infectado por D. immitis na natureza e, por isso, considerado possível vetor natural da filariose em Miki, Japão. Na Itália, espécimes de Ae. albopictus de colônias de laboratório foram encontrados infectados por D. immitis. Dessa maneira, a susceptibilidade do Ae. albopictus à infecção por D. immitis, bem como a potencialidade de ocupar diferentes ambientes, sugerem que esse culicídeo poderá aumentar a probabilidade de transmissão da filariose nas áreas urbanas. APPERSON e col. (1989) observaram que colônias de Ae. albopictus de populações da Carolina do Norte, EUA, não são susceptíveis à infecção por D. immitis. Em contraste, estudos laboratoriais, realizados com populações da Flórida, indicaram o Ae. albopictus como vetor potencial da D. immitis. A infecção prévia do Ae. albopictus por D. immitis parece aumentar a taxa de disseminação do vírus chicungunha, em condições experimentais.
Mais recentemente, populações de Ae. albopictus dos EUA mostraram-se altamente suscetíveis à infecção oral e à disseminação do vírus do Nilo Ocidental pela picada (TURELL e col. 2001).

## No Brasil
f
Este mosquito foi encontrado e identificado pela primeira vez no Brasil por Ricardo Lourenço de Oliveira, em 1986, no estado do Rio de Janeiro, para confirmar, suas amostras foram enviadas para Oswaldo Paulo Forattini que publicou a descoberta em (Forattini, 1986) e ainda em 1986 este mosquito foi encontrado em Minas Gerais e São Paulo (1986 por Brito e col.), em 1988 no Espírito Santo (Consoli e Lourenço-de-Oliveira, 1994). Mesmo sendo considerado eficiente vetor natural de dengue nas regiões rurais, suburbanas e urbanas da Ásia, o papel de Aedes albopictus como vetor natural de dengue no Brasil ainda não foi confirmado até o momento. Amostras de populações desse mosquito obtidas no Brasil mostraram-se, experimentalmente, serem susceptível aos vírus da dengue e febre amarela, e com capacidade de transmitir o vírus dengue tanto horizontalmente quanto verticalmente (Miller & Ballinger 1988, Johnson et al. 2002, Lourenço-de-Oliveira et al. 2003, Castro et al. 2004). No Brasil, sua presença e densidade não coincidem com as do dengue e apenas uma larva desse mosquito foi achada infectada na natureza com o soro tipo 1 da dengue no Brasil (Serufo et al., 1993).

## Em Portugal
Em 2013 foram confirmados centenas de casos de chicungunha em Itália e de dengue na Croácia e em França. Existe uma grande atenção a este vector, uma vez que foi identificada a sua presença na zona de Barcelona nesse mesmo ano, tendo sido reportado em comunicado oficial pela Direcção Geral da Saúde, pela primeira vez no ano de 2017 a presença deste vector na região Norte de Portugal.